# Хуан Марія Атуча
Хуан Марія Атуча Мендіола (баск.Juan Mari Atutxa Mendiola нар. 18 травня 1941) — баскський політик. Голова Парламенту Країни Басків 1998-2005

## Біографія
Народився 18 травня 1941 року у Вільяро, Біскайя. З юних років член БНП. У 1991 обраний міністром внутрішніх справ Країни Басків. У 1998 році Головою Парламенту Країни Басків.
У 2017 році Європейський суд з прав людини скасував заборону займатись політикою, яку виніс суд в Іспанії.